# Maniac Butcher
Maniac Butcher var ett tjeckiskt black metal-band, bildat 1992 av Barbarud Hrom. Bandets låttexter handlar bland annat om satanism, helvetet och döden. Vlad Blasphemer avled i augusti 2015 och Barbarud Hrom valde då att upplösa Maniac Butcher.
Maniac Butcher spelade kompromisslös ”raw war” black metal, vilket bland annat innebär malande gitarrspel och knappt tydbar sång. Dessutom är keyboards och kvinnliga vokalister förbjudna. På albumen Krvestřeb (1997) och Ćerná Krev (1998) levererar bandet en hård ljudbild.

## Medlemmar
Tidigare medlemmar
- Barbarud Hrom (Radim Hora) – sång (1992–2015)
- Butcher (Jan Kapák) – trummor (1999–2001)
- Vlad Blasphemer (Vladimir Dědek) – alla instrument (1992–2015; död 2015)
- Jorg – basgitarr, gitarr (1992–1995)
- Michal (Michal Dědek) – trummor (1992–1996)
- Forgotten – basgitarr, gitarr (1995)
- Lord Unclean (Petr Čejka) – basgitarr, gitarr (1996–1998)

Turnerande medlemmar
- Brady (Martin Bretšnajdr) – basgitarr (2010–2015)
- Vlad Necromaniac – trummor (2014–2015)
- Ygraen – gitarr (2014–2015)
- Akhenaten (Andrew Jay Harris) – basgitarr (?–2000)
- Ragnar – trummor (2009)
- Coroner (Tomáš Corn) – trummor (2010–2013)
- Infernal Vlad – basgitarr (2019), gitarr (2010–2013)

## Diskografi
Demo
- 1993 – Immortal Death
- 1994 – The Incapable Carrion

Studioalbum
- 1995 – Barbarians
- 1996 – Lučan-antikrist
- 1997 – Krvestřeb
- 1998 – Ćerná krev
- 1999 – Invaze
- 2000 – Epitaph – The Final Onslaught of Maniac Butcher
- 2010 – Masakr

Livealbum
- 1997 – Live in Annaberg
- 1999 – Live in Open Hell
- 2003 – Live in Germany

EP
- 2001 – The Beast/Dva tisice let
- 2012 – Metal from Hell

Samlingsalbum
- 2002 – The Best of/A Tribute to Maniac Butcher
- 2003 – Immortal Death/The Incapable Carrion

Video
- 2005 – Dead But Live – '92–01 (DVD)

Övrigt
- 1996 – Black Horns of Saaz (split 7" vinyl med Dark Storm)
- 1999 – Proti Vsem (splitalbum: Maniac Butcher / Sezarbil / Inferno)
- 2000 – Metal From Hell/Chrám Nenávisti (split 12" vinyl med Inferno)